# Jbee
Jbee (North London, Londres, 4 d’abril de 2002), és un raper, escriptor, intèrpret i artista complet. Al llarg de la seva carrera, se li ha atribuït molts mots i títols diferents, i un factor distintiu en la seva trajectòria és que ha fet servir la música per canviar la seva vida i compartir les seves experiències i història amb el món. Se’l considera un raper d’estudi de hip-hop conegut per cançons com "4am", "Talking Stage" i "Next Up: S4-E2, Pt. 2".

## Biografia
Jbee, nascut el 4 d'abril de 2002 a North London, Londres, Anglaterra, és un artista amb un nom que sovint es confon com a sobrenom, però en realitat, és el seu nom de naixement. La seva família té arrels ghaneses, la qual cosa influeix profundament en la seva música i el seu estil únic.
El seu entorn familiar va ser una influència fonamental en el que es convertiría en el seu estil musical. La música era una presència constant a casa seva, amb cançons que sonaven a través dels altaveus cada dia. Aquesta escolta musical des de la seva infància va ser una part impotant de la seva educació musical i va contribuir a la seva passió i amor per la música.
Des de jove, Jbee va ser determinat a formar el seu propi camí a la música, buscant destacar-se i diferenciar-se de la majoria dels cantants de rap i altres artistes. La seva herència ghanesa va ser una influència clara en la seva música, donant-li una perspectiva única i ritmes especials que es diferencien dels altres. Aquesta determinació de ser autèntic i innovador en la seva expressió musical ha estat una de les claus del seu èxit com a artista.

## Inicis
A causa de les seves inquietuds musicals i una gran passió per la música que té des de la seva infantesa, va decidir embarcar-se en un viatge de descobriment musical per ell mateix. Amb l'ajuda d'amics seus que també eren músics, va començar a aprendre les nombroses cares de la música. Poc a poc, a mesura que perfeccionava les seves habilitats i mostrava un talent innat, va establir llaços importants amb altres artistes, destacant especialment la seva col·laboració amb Guilty Beatz.
Amb Guilty Beatz com a mentor i col·laborador, va obtenir un aprenentatge valuós sobre com escriure i compondre les seves pròpies cançons. Aquesta associació va obrir un món de noves oportunitats i va permetre que el seu talent es desenvolupés i prosperés.
El seu nom va començar a fer-se famós quan, el gener de 2020, va publicar la seva cançó "RTM Freestyle" al seu canal oficial de YouTube. Aquesta cançó va captar l'atenció i l'admiració d'una audiència amb ganes de nova música i noves veus en l'escena musical. L'any 2020 va ser un punt importantíssim en la carrera de Jbee, ja que va ser l'any en què va començar a compartir la seva música amb el públic en general.
El seu debut en l'escena musical va ser memorable, aconseguint ràpidament èxit i guanyant un lloc destacat a les llistes de les cançons més escoltades. La seva música va ressonar amb l'audiència, i Jbee va esdevenir un nom conegut i admirat en el món de la música, demostrant el seu potencial i el seu futur brillant com a artista.
Però l'èxit que realment el va catapultar a la fama va ser 4AM, del 2021. Aquesta cançó ha sigut una de les seves més escoltades, revent centenars de milions de reproduccions i des d’aquell moment ja no va tornar a l’anonimat. Totes la música que treia era escoltada pel món sencer. En algunes de les cançons d’aquest període podem sentir alguns ritmes de música africana, per exemple en la cançó “Scar”, que la va fer juntament amb Gyakie i Songbird

## Vida musical/Cançons
La trajectòria musical de Jbee ha estat impressionant en els darrers anys. L'any 2020 va ser un punt de partida amb el llançament de dues cançons que van aconseguir captar l'atenció del públic. L'any següent, el 2021, va augmentar la seva producció musical i va alliberar tres noves cançons, que probablement van consolidar el seu seguiment.
L'any 2022 va ser un any destacat a la seva carrera, ja que va publicar el seu primer àlbum titulat "Next Up - S4-E2", que va ser un gran èxit i potser un moment clau en la seva evolució com a artista. A més de l'àlbum, va penjar set altres cançons, probablement oferint als seus seguidors més contingut musical per gaudir.
L'any 2023 va ser encara més productiu, amb el llançament de dues cançons i tres àlbums musicals, que mostra la seva dedicació i passió per la música. Aquesta prolífica producció musical suggereix que Jbee està en una fase de creixement i expansió en la seva carrera, i probablement està guanyant una base de seguidors més gran i una influència més àmplia en l'escena musical.
| CANÇÓ/ALBUM           | DATA |
| Plans (freestyle)     | 2020 |
| Mamacita              | 2020 |
| Bissaka               | 2021 |
| Talk of the Town      | 2021 |
| 4am                   | 2021 |
| Next up - S4-E2       | 2022 |
| Talking stage         | 2022 |
| Popular Loner (Remix) | 2022 |
| Changed               | 2022 |
| 24’s                  | 2022 |
| Chauffeur JBEE Remix  | 2022 |
| 24’s (German Remix)   | 2022 |
| With Me Or Not?       | 2022 |
| Heart On Ice          | 2023 |
| SCAR                  | 2023 |
| DTB                   | 2023 |
| Just 4 Me             | 2023 |
| HBK                   | 2023 |

## Col·laboracions
L'artista en qüestió ha acumulat un nombre considerable de col·laboracions a pesar de la relativa brevetat de la seva carrera, i ha tingut l'oportunitat de treballar al costat de diversos cantants reconeguts, entre els quals es poden destacar noms com:
- Mixtape Madness
- Kidwild
- Arz
- Cristal millz
- Diljit dosanjh
- Ikky
- Tory lanez
- Dante YN
- Gyakie
- Song bird